# Liling
Liling (chiń. 醴陵; pinyin Lǐlíng) – miasto na prawach powiatu w Chinach, w prowincji Hunan, w prefekturze miejskiej Zhuzhou. W 1999 roku liczba mieszkańców miasta wynosiła 1 011 279.
W mieście rozwinął się przemysł ceramiczny oraz porcelanowy.